# Romunski evrokovanci
Romunski evrokovanci še niso oblikovani. Zamenjali bodo trenutno romunsko nationalno valuto, romunskega leja, ko bo Romunija izpolnila konvergenčne kriterije. Simbol, ki bo nedvomno našel mesto na kovancu, je državni grb, kakor je predpisano z zakonom.